# Lambayeque (regio)
Lambayeque (Aymara: Lambayeque; Quechua: Lampalliqi) is een regio van Peru, gelegen in het noorden van het land. De regio heeft een oppervlakte van 14.231 km² en heeft 1.260.650 inwoners (2015). Lambayeque grenst in het noorden aan Piura, in het oosten aan Cajamarca, in het zuiden aan La Libertad en in het westen aan de Grote Oceaan. De hoofdstad is Chiclayo.

## Bestuurlijke indeling
De regio is verdeeld in drie provincies, die weer zijn onderverdeeld in 38 districten. Achter elke provincie wordt de hoofdplaats genoemd.
| Nr. | Provincie  | Inwoners | Oppervlakte | UBIGEO | Districten | Hoofdplaats | Inwoners |
| --- | ---------- | -------- | ----------- | ------ | ---------- | ----------- | -------- |
| 1   | Chiclayo   | 862.709  | 3.288 km²   | 1401   | 20         | Chiclayo    | 609.400  |
| 2   | Ferreñafe  | 107.241  | 1.579 km²   | 1402   | 6          | Ferreñafe   | 49.241   |
| 3   | Lambayeque | 340.835  | 9.613 km²   | 1403   | 12         | Lambayeque  | 60.870   |

| Detailkaart |
| ----------- |
|             |
| Provincies  |

De regio is vooral bekend omwille van de archeologische vindplaatsen van Cerro Patapo uit de Waricultuur, die van Sipan uit de Mochecultuur en die van de Sicáncultuur.
De meeste archeologische vindplaatsen bevinden zich ten oosten of ten noordoosten van de stad Chiclayo in de Lambayeque-vallei. De belangrijkste archeologische musea bevinden zich in het stadje Lambayeque met het Museo de las Tumbas reales de Sipan en het Museo Bruning, en in het stadje Ferreñafe, waar zich het Museo Nacional de Sican bevindt.
Amazonas · Áncash · Apurímac · Arequipa · Ayacucho · Cajamarca · Callao · Cuzco · Huancavelica · Huánuco · Ica · Junín · La Libertad · Lambayeque · Lima · Loreto · Madre de Dios · Moquegua · Pasco · Piura · Puno · San Martín · Tacna · Tumbes · Ucayali

Zelfstandige provincie: Lima